# Cordovilla (kommunhuvudort)
Cordovilla är en kommunhuvudort i Spanien.   Den ligger i provinsen Provincia de Salamanca och regionen Kastilien och Leon, i den centrala delen av landet, 150 km väster om huvudstaden Madrid. Cordovilla ligger 825 meter över havet och antalet invånare är 133.
Terrängen runt Cordovilla är platt, och sluttar västerut. Runt Cordovilla är det glesbefolkat, med 8 invånare per kvadratkilometer. Närmaste större samhälle är Santa Marta de Tormes, 18,4 km väster om Cordovilla. Trakten runt Cordovilla består till största delen av jordbruksmark.